# Al Pinard
Joseph Eilliam Albert (Al) Pinard (Ogdensburg, 2 maart 1880 – New York, 26 januari 1943) was een Amerikaans componist en trombonist.

## Levensloop
Pinard was in zijn tijd een heel bekende trombonesolist en reisde door de hele Verenigde Staten. Bekend is vooral dat hij in de Arthur Pryor's Band meegewerkt heeft. Eveneens was hij een adviseur van trombonefabrikant "King", want al in 1906 speelde hij een trombone van het type "Naked Lady" uit de H.N. White collectie van deze trombonebouwer. 
Als componist schreef hij werken voor zijn eigen instrument en voor harmonieorkest.

## Composities

### Werken voor harmonieorkest
- 1909 The Artist's Dream, wals
- 1913 Grand Hippodrome ouverture
- 1913 Thatsum Rag!
- 1915 Sweetheart, voor cornet en harmonieorkest
- 1916 Happiness voor cornet of trombone en harmonieorkest
- A Vous, wals
- Weedy